# World Chess Hall of Fame
La World Chess Hall of Fame è una Hall of fame situata a Saint Louis negli Stati Uniti d'America, dedicata a famosi campioni di scacchi di tutto il mondo.

## Storia
Venne fondata nel 1984 a Windsor (New York) con il nome "U.S. Chess Hall of Fame"  da Steven Doyle, allora presidente della United States Chess Federation (USCF). Nel 1992 la società non profit United States Chess Trust, affiliata alla USCF, assunse la gestione del museo e trasferì la sede a Washington.
Nel 2001 la sede venne trasferita a Miami in Florida e cambiò il nome iniziale con quello attuale. La sede di Miami, situata in un edificio a forma di torre degli scacchi, cessò l'attività nel 2009. L'anno successivo il filantropo Rex Sinquefield finanziò il trasferimento del museo da Miami a Saint Louis nel Missouri, coprendo anche le spese per la sistemazione dell'edificio che doveva ospitarlo, situato nel Central West End.
Il museo è suddiviso in due sezioni: la "World Chess Hall of Fame" e la "U.S. Chess Hall of Fame". La prima comprende 37 membri a marzo 2019, tra cui José Raúl Capablanca, Boris Spasskij, Anatolij Karpov e Garri Kasparov. La vincitrice del primo campionato del mondo femminile, Vera Menchik, è stata la prima donna ad essere ammessa, nel 2011, nella World Hall of Fame.
Gli ammessi alla World Hall of Fame vengono nominati su proposta della FIDE.
La "U.S. Chess Hall of Fame" è dedicata agli scacchisti statunitensi e, a marzo 2019, comprende 62 membri, tra cui Benjamin Franklin, Paul Morphy, Frank Marshall, George Koltanowski, Samuel Reshevsky, Reuben Fine, Arnold Denker e Bobby Fischer.